# Olivier-Maxence Prosper

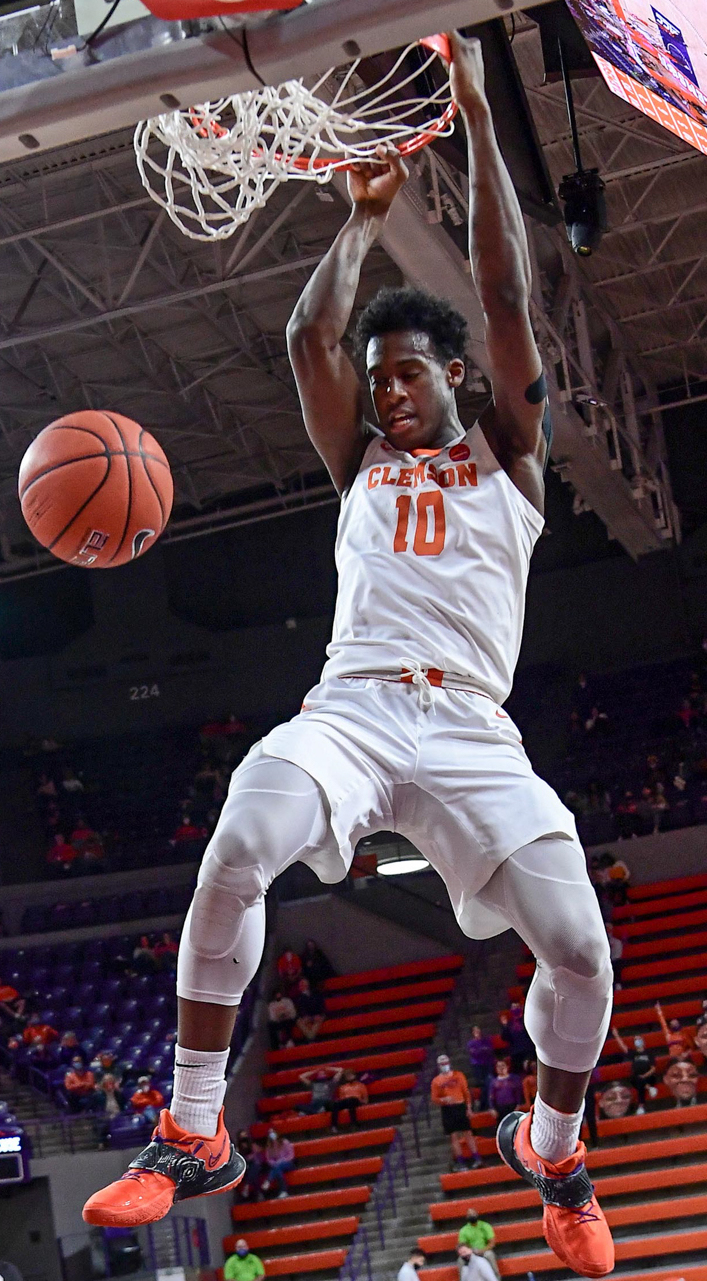
Olivier-Maxence Prosper, 2021.

Olivier-Maxence Prosper, född 3 juli 2002 i Montréal i Québec, är en kanadensisk professionell basketspelare (SF/PF) som spelar för Dallas Mavericks i National Basketball Association (NBA).
Han draftades av Sacramento Kings i första rundan i 2023 års draft som 24:e spelare totalt.
Innan Prosper blev proffs studerade han först på Clemson University och spelade för deras idrottsförening Clemson Tigers. Prosper blev senare överförd till Marquette University för spel i Marquette Golden Eagles.